# Hugo Ibscher

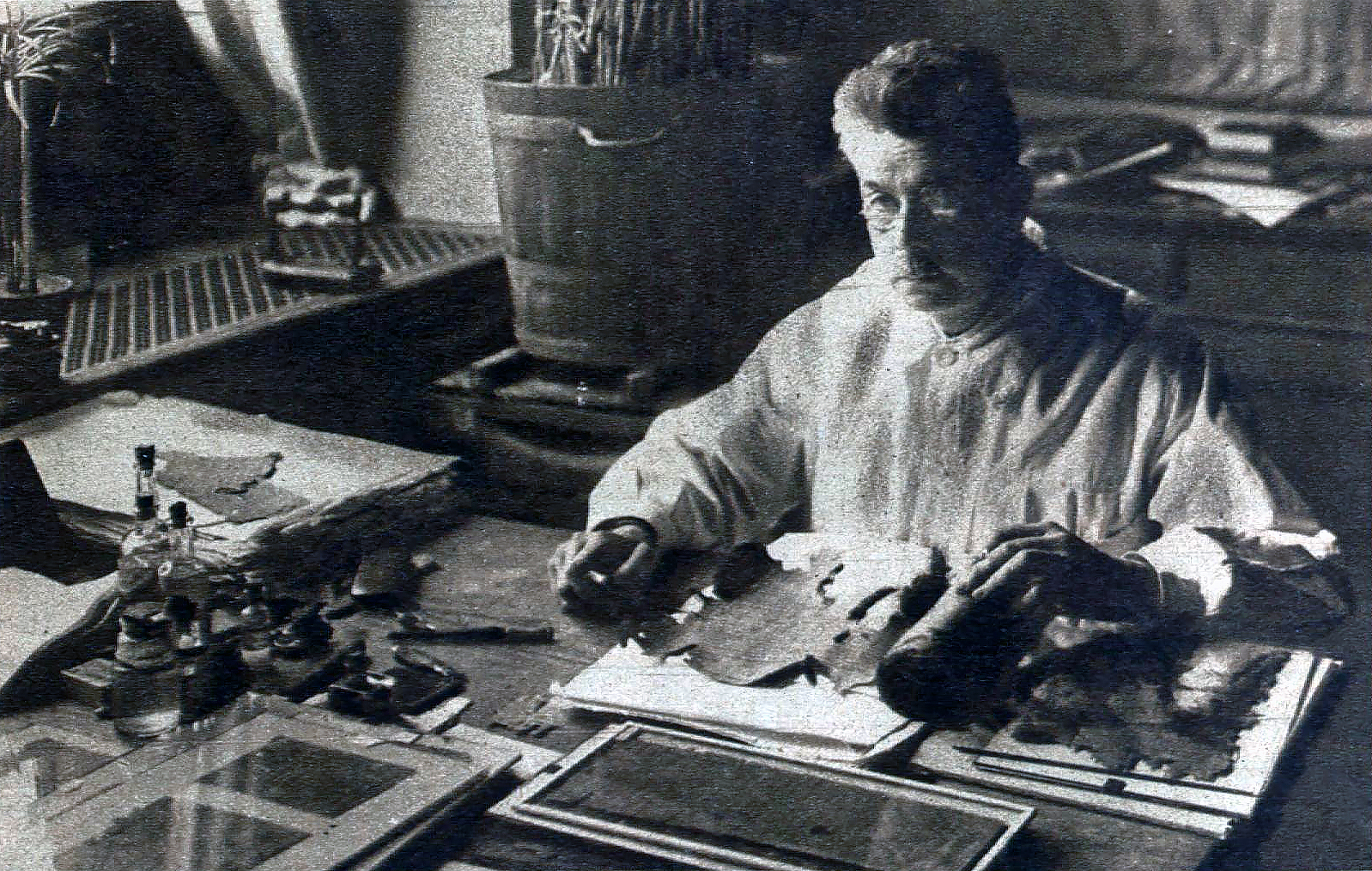
Hugo Ibscher (vor 1927)

Hugo Ibscher (* 28. September 1874 in Berlin; † 26. Mai 1943 ebenda) war ein deutscher Restaurator, der sich auf die Konservierung und Restaurierung von Papyri spezialisierte. Er gilt als Begründer der Papyrusrestaurierung.

## Leben
Hugo Ibscher wurde als Sohn eines schlesischen Werkmeisters geboren, der in Berlin eine Kneipe betrieb. Er wuchs in diesem Milieu auf, bis er nach der Schule beim Buchbinder Fröhlich in die Lehre ging. Bei seinem Wunschberuf erlernte er zum einen die Grundlagen seiner späteren Arbeit, zum anderen aber auch schon die Liebe zu Beschreibstoffen und dem geschriebenen beziehungsweise gedruckten Wort, die ihn auch später auszeichnen sollte. Daneben besuchte er die Kunstschule und war Angehöriger eines Turnvereins. Seine weitere berufliche Karriere erfuhr im Alter von 16 Jahren die entscheidende Wendung. Er wurde Gehilfe des Arabisten Ludwig Abel, der bei Fröhlich Hilfe für seine Arbeiten suchte. Bei Abel lernte Ibscher zunächst, wie bereits gereinigte und geglättete Papyri zwischen zwei Glasscheiben eingefasst wurden. Schnell erlernte er auch die weiteren Arbeitsgänge und überflügelte Abel in seiner Könnerschaft. Noch während seiner Lehrzeit lernte er die Schriftbilder von zehn verschiedenen Sprachen kennen, darunter Latein, Altgriechisch, Arabisch und Aramäisch. Zudem zeigte Ibscher ein großes Verständnis für die Strukturen der Papyri, etwa für den Verlauf der Faserungen, kleinste Farbnuancen und das Zusammenfügen kleinster Teile. Ibscher galt auf seinem Fachgebiet als genial. Als Abel 1896 an die Universität Erlangen berufen wurde, blieb Ibscher alleinverantwortlich in Berlin zurück. Schnell entwickelte er sich zu einem der renommiertesten Fachleute auf dem Gebiet der Papyruskunde.

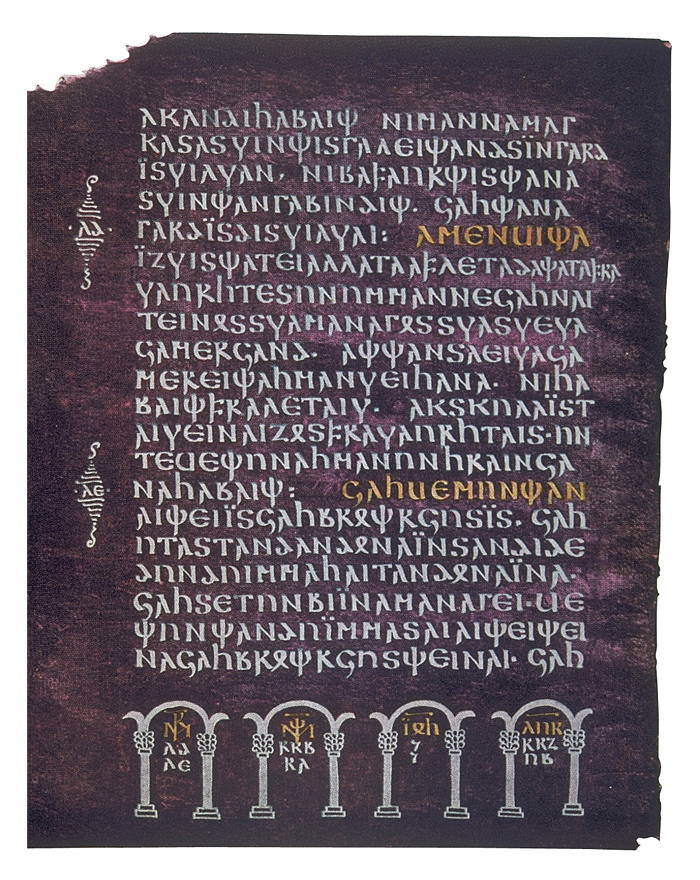
Seite aus dem Codex Argenteus (Mk. 3, 27–32)

Um die Wende vom 19. zum 20. Jahrhundert wuchs die Berliner Papyrussammlung unter der Leitung Wilhelm Schubarts von einer kleinen Sammlung zu einer der größten Sammlungen ihrer Art weltweit an, etwa durch die gezielten Erwerbungen des Deutschen Papyruskartells. Berlin entwickelte sich mit Forschern wie Schubart, Ulrich Wilcken, Adolf Erman oder Ulrich von Wilamowitz-Moellendorff zum internationalen Zentrum der Papyrologie, dem seinerzeit jüngsten Fach der Altertumswissenschaften. Aufgrund seines Könnens wurden ihm schnell wertvolle Stücke wie die Elephantine-Papyri anvertraut. Noch nicht einmal 30 Jahre alt wurde Ibscher international bekannt, als er mit den „Persern“ des Timotheos eines der bedeutendsten Zeugnisse literarischer Papyri entdeckte. Nun wurden auch andere Forschungsstellen auf Ibscher aufmerksam. 1907 ging er erstmals nach England, wohin er auch in Zukunft besonders häufig reisen sollte. Kurz vor Ausbruch des Ersten Weltkrieges und einer von Ibschers zunächst letzten Englandreisen bezeichnete ihn Kultusminister Carl Heinrich Becker als „eine gute stille Botschaft Deutschlands an das Ausland, wie sie kein guter Botschafter besser erfüllen könnte.“ Es folgten weitere Rufe aus dem Ausland: In der Universitätsbibliothek Uppsala restaurierte er  den Codex Argenteus, die gotische Bibel des Bischofs Wulfila. Für das Stadtarchiv Rostock restaurierte er die Vicke-Schorler-Rolle. Daraufhin verlieh ihm die Universität Hamburg 1926 die Ehrendoktorwürde. Im Vatikan restaurierte er Papsturkunden und verkehrte sogar freundschaftlich mit Papst Pius XI. Weitere Auslandsaufenthalte schlossen sich zum Teil mehrfach in Istanbul (unter anderem Restaurierung der Karte des Piri Reis), Kopenhagen (Avestahanschriften), Turin, Wien, Paris und zu Ibschers besonderer Freude auch in Kairo (Ramesseum-Papyri) an. Die Preußische Akademie der Wissenschaften ehrte ihn 1926 mit der Silbernen Leibniz-Medaille, ebenso ehrte ihn die Bayerische Akademie der Wissenschaften. Vom dänischen König bekam er den Dannebrogorden verliehen, 1927 wurde ihm das Komturkreuz des Päpstlichen Gregoriusordens verliehen.
Seit den 1930er Jahren stürzte sich Ibscher immer mehr in seine Arbeit. Einzig die Auslandsreisen, die häufig auch andere Restaurierungsarbeiten mit sich brachten als die von Papyri, wurden zur Erholungsphasen. Am schwierigsten erwies sich für ihn wohl die Restaurierung der Manichäischen Handschriften, die schon verrottet, miteinander verfilzt und jahrhundertelang unter Wasser gelegen waren. Ibscher konnte aus dem als unrettbar geltenden Blätterberg sieben Papyrusbücher herausarbeiten.  Der Fund gehörte je zur Hälfte Berlin und dem Mäzen Alfred Chester Beatty. Nicht zuletzt wegen Beattys Vertrauen in Ibscher blieb der gesamte Fundkomplex in Berlin, selbst als 1939 der Zweite Weltkrieg kaum noch vermeidbar schien.  Auch andere Texte, etwa einen der frühesten Funde biblischer Texte, ließ Beatty von Ibscher restaurieren. Der Kriegsausbruch beeinträchtigte Ibscher nachhaltig in seiner Arbeit. Er hatte nicht mehr die Ruhe, die er für seine schwierige Arbeit benötigte. Durch Zufall kam er an einen Auftrag der Staatsbibliothek zu Berlin, in deren Auftrag er sich einen neuen Arbeitsbereich erschloss: Er rettete Manuskripte von Johann Sebastian Bach vor Tintenfraß. Hier wendete er dieselbe Technik an, die er schon erfolgreich bei den Kopenhagener Avesta-Handschriften verwendet hatte: Die Dokumente wurden mit Chiffonseide aus Lyon überzogen.
Für die Zeit nach dem Krieg wollte Ibscher sich ausschließlich den schwierigen Fällen im Ausland widmen, bei denen der „Papyrus-Doktor“ helfen wollte, um sie zu retten. In Deutschland gab es mittlerweile weitere fähige Restauratoren, zu denen auch sein Sohn Rolf Ibscher gehörte, der wie sein Vater an der Berliner Sammlung arbeitete. Aufgrund einer Einladung von Gerhart Hauptmann – eine Fotografie von Ibschers Händen bei der Restauration eines Papyrus regte ihn zu Überlegungen zu den „denkenden Händen“ an – war er bei den Vorbereitungen einer Reise nach Wien und Agnetendorf, wo er Hauptmanns erste Niederschriften zu den Jesus-Studien für seinen späteren Emanuel Quint-Roman sichern sollte, als er überraschend einen Schlaganfall erlitt und verstarb.
Ibscher blieb zeit seines Lebens mit seiner Herkunft verbunden. So war er Vorsitzender des Bundes deutscher Buchbinderinnungen. Er begründete 1927 die Monatsschrift Der Buchbinderlehrling.